# Best of You
Best of You ist einer der bekanntesten und erfolgreichsten Songs der US-amerikanischen Band Foo Fighters.

## Hintergrund
Geschrieben wurde das Lied von Sänger, Rhythmus-Gitarrist und Songwriter Dave Grohl. Das Lied ist auf dem fünften Album der Band In Your Honor zu hören. Es erreichte in Amerika Platinstatus und wurde 2006 für den Grammy als bester Rocksong nominiert. Durch dieses Lied erhielten die Foo Fighters ihre bisher besten Chartplatzierungen: in den USA Platz 18, in Großbritannien Platz vier, in Australien Platz fünf. Der Song wird auch oft live gespielt: so ist er auf der DVD Live at Wembley-Stadion in einer ausgedehnten Version als letzter Song des Auftritts enthalten.

## Musikvideo
Die Regie beim Video wurde von Mark Pellington geführt. In einem Interview sagte Pellington, der Tod seiner Frau einige Monate vor dem Dreh habe die Arbeit beim Video beeinflusst, es handle auch davon, „den Schmerz zu akzeptieren“.

## Kommerzieller Erfolg

### Chartplatzierungen
| ChartsChartplatzierungen       | Höchstplatzierung | Wochen |
| ------------------------------ | ----------------- | ------ |
| Deutschland (GfK)              | 85 (1 Wo.)        | 1      |
| Österreich (Ö3)                | 74 (1 Wo.)        | 1      |
| Vereinigte Staaten (Billboard) | 18 (21 Wo.)       | 21     |
| Vereinigtes Königreich (OCC)   | 4 (33 Wo.)        | 33     |

| ChartsJahrescharts (2005)    | Platzierung |
| ---------------------------- | ----------- |
| Vereinigtes Königreich (OCC) | 62          |

### Auszeichnungen für Musikverkäufe
| Land/Region                  | Auszeichnungen für Musikverkäufe (Land/Region, Auszeichnung, Verkäufe) | Verkäufe  |
| ---------------------------- | ---------------------------------------------------------------------- | --------- |
| Australien (ARIA)            | 5× Platin                                                              | 350.000   |
| Brasilien (PMB)              | Platin                                                                 | 60.000    |
| Dänemark (IFPI)              | Gold                                                                   | 45.000    |
| Deutschland (BVMI)           | Gold                                                                   | 150.000   |
| Italien (FIMI)               | Gold                                                                   | 25.000    |
| Kanada (MC)                  | Gold                                                                   | 10.000    |
| Mexiko (AMPROFON)            | Platin                                                                 | 60.000    |
| Neuseeland (RMNZ)            | 3× Platin                                                              | 90.000    |
| Spanien (Promusicae)         | Gold                                                                   | 30.000    |
| Vereinigte Staaten (RIAA)    | 2× Platin                                                              | 2.000.000 |
| Vereinigtes Königreich (BPI) | 2× Platin                                                              | 1.200.000 |
| Insgesamt                    | 5× Gold · 14× Platin ·                                                 | 4.020.000 |

Hauptartikel: Foo Fighters/Auszeichnungen für Musikverkäufe